# Juayúa
Juayúa è un comune del dipartimento di Sonsonate, in El Salvador.

## Storia
Fondata nel 1577.